# Norbert Szadbej
Norbert Justyn Szadbej (ur. 6 czerwca 1883, zm. 1940 w ZSRR) – major piechoty Wojska Polskiego, ofiara zbrodni katyńskiej.

## Życiorys
Urodził się 6 czerwca 1883 jako syn Stanisława. Służył w I Korpusie Polskim w Rosji. Po odzyskaniu przez Polskę niepodległości wstąpił do Wojska Polskiego. Został awansowany na stopień majora ze starszeństwem z dniem 1 czerwca 1919. W 1923 był dowódcą I batalionu 42 pułku piechoty w Białymstoku. W 1924 był oficerem 32 pułku piechoty. W 1928 był zweryfikowany w korpusie oficerów piechoty z lokatą 1. Był wówczas przydzielony do 64 pułku piechoty, stacjonującego w garnizonie Grudziądz i pełnił funkcję oficera placu Kowel. Został przeniesiony w stan spoczynku z dniem 30 czerwca 1929. W 1934 jako emerytowany major był przydzielony do Oficerskiej Kadry Okręgowej nr II jako oficer przewidziany do użycia w czasie wojny i pozostawał wówczas w ewidencji Powiatowej Komendy Uzupełnień Kowel.
Po wybuchu II wojny światowej i agresji ZSRR na Polskę z 17 września 1939 na terenach wschodnich II Rzeczypospolitej został aresztowany przez sowietów. W 1940 został zamordowany przez NKWD. Jego nazwisko znalazło się na tzw. Ukraińskiej Liście Katyńskiej opublikowanej w 1994 (został wymieniony na liście wywózkowej 43/1-41 oznaczony numerem 3232, jego tożsamość została podana jako Kordbert Szadbej). Ofiary tej części zbrodni katyńskiej zostały pochowane na otwartym w 2012 Polskim Cmentarzu Wojennym w Kijowie-Bykowni.

## Odznaczenia
- Medal Zwycięstwa (Médaille Interalliée)[11]
- Odznaka pamiątkowa 1 Korpusu Polskiego w Rosji